# Rolf Nikel

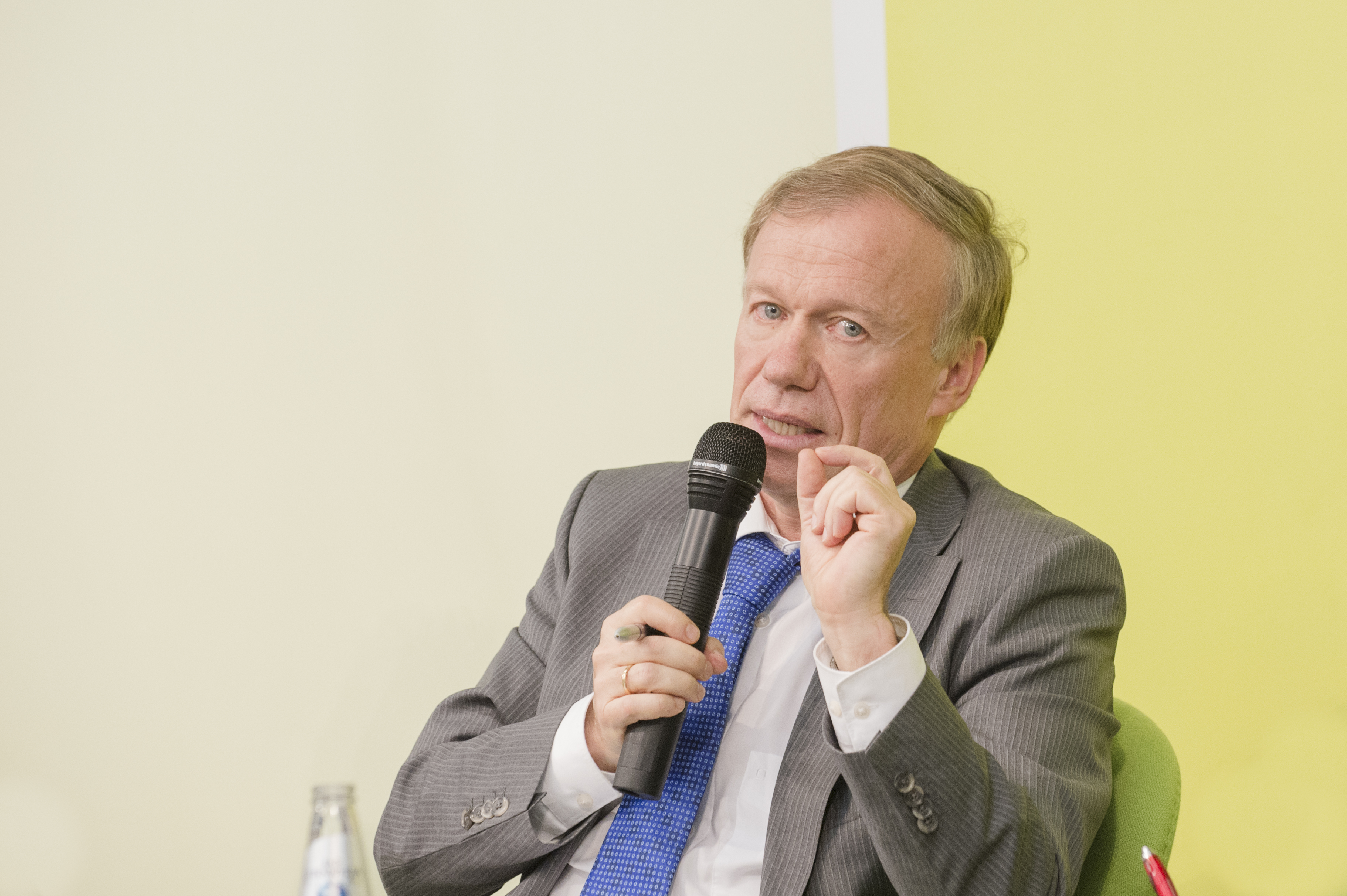
Rolf Nikel, 2013

Rolf Wilhelm Nikel (* 22. Juli 1954 in Frankfurt am Main) ist ein deutscher Diplomat im Ruhestand. Zuletzt war er von 2014 bis 2020 Botschafter in Polen. Im Juni 2020 wurde Nikel zum Vizepräsidenten der Deutschen Gesellschaft für Auswärtige Politik (DGAP) gewählt.

## Leben
Nikel begann nach dem Abitur 1974 ein Studium der Politikwissenschaften, Wirtschaftswissenschaften und Völkerrecht an der Johann Wolfgang Goethe-Universität Frankfurt am Main, das er an Universitäten in Durham und Paris fortsetzte. 1979 erwarb er ein Diplom am Institut d’études politiques de Paris (Sciences Po).
1980 begann Nikel den Vorbereitungsdienst für den höheren Auswärtigen Dienst und war nach dessen Abschluss zwischen 1982 und 1983 Referent im Sowjetunion-Referat im Auswärtigen Amt in Bonn sowie anschließend von 1983 bis 1986 Mitarbeiter an der Botschaft in der Sowjetunion. Nachdem er zwischen 1986 und 1989 Verwendung an der Botschaft in Kenia gefunden hatte, war er von 1989 bis 1994 stellvertretender Leiter des Referats Osteuropa, frühere Sowjetunion und Balkan im Bundeskanzleramt.
Nikel nahm danach von 1994 bis 1996 an einem Austauschprogramm mit dem Außenministerium von Frankreich teil und war daraufhin zwischen 1996 und 1998 stellvertretender Leiter der politischen Abteilung der Botschaft in Frankreich, ehe er von 1998 bis 2001 Referatsleiter Osteuropa, frühere Sowjetunion und Balkan im Bundeskanzleramt war. Nachdem er zwischen 2001 und 2002 am Fellow-Programm der Harvard University teilgenommen hatte, fungierte er von 2002 bis 2005 als Leiter der politischen Abteilung der Botschaft in den USA.
Nach seiner Rückkehr nach Deutschland fand Nikel abermals Verwendung im Bundeskanzleramt, und zwar zwischen 2005 und 2006 als Gruppenleiter Vereinte Nationen und Globale Fragen sowie anschließend von 2006 bis 2011 als stellvertretender Leiter der Abteilung Außen- und Sicherheitspolitik, ehe er zwischen 2011 und 2014 als Nachfolger von Peter Gottwald Beauftragter der Bundesregierung für Fragen der Abrüstung und Rüstungskontrolle war. Seine dortige Nachfolgerin wurde im April 2014 Antje Leendertse, die bisherige Beauftragte für Osteuropa, Kaukasus und Zentralasien im Auswärtigen Amt.
Im April 2014 wurde Nikel als Nachfolger von Rüdiger von Fritsch, der wiederum Botschafter in Russland wurde, Botschafter der Bundesrepublik Deutschland in Polen. Am 15. April 2014 wurde er vom Präsidenten der Republik Polen, Bronisław Komorowski, zur Überreichung seines Beglaubigungsschreibens empfangen. Zum 30. Juni 2020 wurde Nikel als Botschafter in Warschau abberufen und trat in den Ruhestand. Bei der Verabschiedung aus Polen wurde ihm das Kommandeurkreuz des Verdienstordens der Republik Polen verliehen. Als Nachfolger wurde der Diplomat Arndt Freiherr Freytag von Loringhoven nominiert, bei dessen Agrément es seitens der Polnischen Regierung jedoch zu Verzögerungen kam.
Nikel spricht Deutsch, Englisch, Französisch, Russisch und Polnisch.

## Veröffentlichungen
- The future of NATO’s nuclear weapons, Hamburg 2011[7]
- Feinde Fremde Freunde: Polen und die Deutschen, Langen Müller, München 2023, ISBN 978-3784436661[8]